# Protambulyx ockendeni
Protambulyx ockendeni är en fjärilsart som beskrevs av Rothschild och Jordan 1903. Protambulyx ockendeni ingår i släktet Protambulyx och familjen svärmare. Inga underarter finns listade i Catalogue of Life.